# Brindisi rosato
Il Brindisi rosato è un vino DOC la cui produzione è consentita nella provincia di Brindisi.

## Caratteristiche organolettiche
- colore: rosa corallo, tendente al cerasuolo tenue.
- odore: di leggero fruttato delicato e caratteristico.
- sapore: asciutto armonico, gradevolmente amarognolo.

## Storia
Il tradizionale metodo di vinificazione prevede lo sgrondo statico delle uve pigiate dopo una limitata macerazione.

## Abbinamenti consigliati
Pasta con cime di rapa

## Produzione
Provincia, stagione, volume in ettolitri
- Brindisi  (1990/91)  2063,43
- Brindisi  (1991/92)  731,25
- Brindisi  (1992/93)  542,2